# Fred Ottevaire
Fred (Freddy) Ottevaire (verkligt namn möjligen Godfrey (Godfried) A. Ottevaere), född 1913 i Detroit, död i januari 2003, var en amerikansk bancyklist som vann sju sexdagarslopp under karriären.

## Meriter
| 1933/1934 Vinnare av Milwaukees sexdagars (jan.) med Xavier Van Slembroeck Vinnare av Buffalos sexdagars (jan.) med William Peden 2:a i Clevelands sexdagars (dec.) med Frank Bartell 1934/1935 Vinnare av Torontos sexdagars (okt./nov.) med Reginald Fielding och Jimmy Walthour 3:a i Londons sexdagars (jul.) med Charles Winter 3:a i Los Angeles sexdagars (mar.) med Henri Lepage 3:a i Pittsburghs sexdagars (apr.) med Reginald Fielding och Piet van Kempen 3:a i Torontos sexdagars (maj) med Reginald Fielding 1935/1936 Vinnare av Minneapolis sexdagars (sep.) med Frank Bartell 2:a i Minneapolis sexdagars (feb.) med Frank Bartell 3:a i Torontos sexdagars (sep.) med Frank Bartell 3:a i Montreals sexdagars (okt.) med Frank Bartell | 1936/1937 Vinnare av Detroits sexdagars (okt.) med Freddy Zäch Vinnare av Minneapolis sexdagars (dec.) med Freddy Zäch Vinnare av Kansas Citys sexdagars (mar.) med Charles Winter 2:a i Milwaukees sexdagars (jan.) med Charles Winter 2:a i Indianapolis sexdagars (feb.) med Charles Winter 3:a i Clevelands sexdagars (jan.) med Charles Winter 3:a i Saint Louis sexdagars (feb.) med Charles Winter 1937/1938 2:a i Pittsburghs sexdagars (apr.) med Cecil Yates 3:a i Clevelands sexdagars (jan.) med Henry O'Brien 3:a i Milwaukees sexdagars (feb.) med Cecil Yates 1938/1939 3:a i Milwaukees sexdagars (feb./mar.) med Henry O'Brien 3:a i San Franciscos sexdagars (mar.) med Jules Audy 1940/1941 3:a i Montreals sexdagars (okt.) med Raymond Bédard |